# ریوجی میزونو
ریوجی میزونو (انگلیسی: Ryuji Mizuno; ۲ فوریهٔ ۱۹۵۲ – ۱۲ سپتامبر ۲۰۲۲ (۷۰ سال)) بازیگر، و صداپیشگی در ژاپن اهل ژاپن بود.